# 1974年貿易法
1974年貿易法（英語：Trade Act of 1974，美國聯邦公法第93–618號，88 Stat. 1978，1975年1月3日頒布，美國法典第19编第12章），以扶持美国工业更具竞争力及帮助美国工人在各行业的工作。

## 快速通道权限
1974年的《贸易法》为总统谈判贸易协定创造了快速程序，国会可以批准或拒绝贸易协定，但不能对其进行修改或拖延通过。该法赋予总统在关贸总协定东京回合多边贸易谈判中，实施关税和非关税的贸易壁垒的权力。杰拉尔德·福特当时是美国总统。根据该法设立快速程序权将于1980年到期，之后在1979年延长8年，1988年再度延长到1993年，以便在关贸总协定框架内就乌拉圭回合进行谈判，并且在乌拉圭回合中签署《马拉喀什协定》决定成立世界贸易组织的一天之后，又一次延期至1994年4月16日。它于2002年根据《2002年贸易法》得到恢复。奥巴马政府在2012年寻求重建快速通道权力。

## 抵制不公平外贸行为的权力
该法还赋予总统广泛的权力，以抵制有害和不公平的外贸行为。